# Tachyusa faceta
Tachyusa faceta är en skalbaggsart som beskrevs av Thomas Casey 1885. Tachyusa faceta ingår i släktet Tachyusa och familjen kortvingar. Inga underarter finns listade i Catalogue of Life.